# Zonsverduisteringen van 1981 t/m 1990
De periode 1981 t/m 1990 bevat 22 zonsverduisteringen. Deze zijn onderverdeeld in de volgende typen:
- 6 totale
- 6 ringvormige
- 2 hybride
- 8 gedeeltelijke

## Overzicht
Onderstaand overzicht bevat alle details van deze zonsverduisteringen.
| Datum        | UTC op Max | Type         | Stijl    | Saros nr | Magni- tude | Lengte op Max | Regio's in het gehele eclipsgebied                                                       | Regio's met het eclipspad                                                      |
| ------------ | ---------- | ------------ | -------- | -------- | ----------- | ------------- | ---------------------------------------------------------------------------------------- | ------------------------------------------------------------------------------ |
| 4 feb. 1981  | 22:09:24   | ringvormig   | centraal | 140      | 0.994       | 00m33s        | Australië, Nieuw-Zeeland, zuidpoolgebied, westelijk Zuid-Amerika                         | Tasmanië, Nieuw-Zeeland, zuidelijke Grote Oceaan                               |
| 31 juli 1981 | 03:46:36   | totaal       | centraal | 145      | 1.026       | 02m02s        | oostelijk Europa, Azië, Alaska, noordwestelijk Canada                                    | Kazachstan, Rusland, noordelijke Grote Oceaan                                  |
| 25 jan. 1982 | 04:42:53   | gedeeltelijk |          | 150      | 0.566       | -             | Nieuw-Zeeland, zuidpoolgebied                                                            |                                                                                |
| 21 juni 1982 | 12:04:33   | gedeeltelijk |          | 117      | 0.617       | -             | zuidelijke Atlantische Oceaan, zuidelijk Afrika                                          |                                                                                |
| 20 juli 1982 | 18:44:44   | gedeeltelijk |          | 155      | 0.464       | -             | noordoostelijk Azië, noordelijk Noord-Amerika, noordwestelijk Europa                     |                                                                                |
| 15 dec. 1982 | 09:32:09   | gedeeltelijk |          | 122      | 0.735       | -             | Europa, noordoostelijk Afrika, centraal Azië                                             |                                                                                |
| 11 juni 1983 | 04:43:33   | totaal       | centraal | 127      | 1.052       | 05m11s        | zuidoostelijk Azië, oostelijk Indië, Australië                                           | Indonesië, Papoea-Nieuw-Guinea                                                 |
| 4 dec. 1983  | 12:31:15   | ringvormig   | centraal | 132      | 0.967       | 04m01s        | noordoostelijk Noord-Amerika, noordelijk Zuid-Amerika, IJsland, Afrika, zuidelijk Europa | Gabon, Congo, Democratische Republiek Congo, Oeganda, Kenia, Ethiopië, Somalië |
| 30 mei 1984  | 16:45:41   | ringvormig   | centraal | 137      | 0.998       | 00m11s        | Noord-Amerika, Midden-Amerika, Europa, noordwestelijk Afrika                             | Mexico, zuidoostelijke Verenigde Staten, Marokko, Algerije                     |
| 22 nov. 1984 | 22:54:17   | totaal       | centraal | 142      | 1.024       | 02m00s        | oostelijk Indië, Australië, Nieuw-Zeeland, zuidpoolgebied                                | Papoea-Nieuw-Guinea, zuidelijke Grote Oceaan                                   |
| 19 mei 1985  | 21:29:38   | gedeeltelijk |          | 147      | 0.841       | -             | noordoostelijk Azië, noordelijk Noord-Amerika                                            |                                                                                |
| 12 nov. 1985 | 14:11:27   | totaal       | centraal | 152      | 1.039       | 01m59s        | zuideijk Zuid-Amerika, zuidpoolgebied                                                    | zuidelijke Grote Oceaan, zuidpoolgebied                                        |
| 9 apr. 1986  | 06:21:22   | gedeeltelijk |          | 119      | 0.824       | -             | oostelijk Indië, Australië, zuidpoolgebied                                               |                                                                                |
| 3 okt. 1986  | 19:06:15   | hybride      | centraal | 124      | 1.000       | 00m00s        | Noord-Amerika, Midden-Amerika, noordelijk Zuid-Amerika                                   | noordelijke Atlantische Oceaan                                                 |
| 29 mrt. 1987 | 12:49:47   | hybride      | centraal | 129      | 1.001       | 00m08s        | zuidelijk Zuid-Amerika, Afrika, Midden-Oosten                                            | Argentinië, Gabon, Kameroen, C.A.R., Soedan, Ethiopië, Somalië                 |
| 23 sep. 1987 | 03:12:21   | ringvormig   | centraal | 134      | 0.963       | 03m49s        | Azië, oostelijk Indië, Australië                                                         | Kazachstan, Rusland, Mongolië, China                                           |
| 18 mrt. 1988 | 01:58:56   | totaal       | centraal | 139      | 1.046       | 03m46s        | oostelijk Azië, oostelijk Indië, Australië, Alaska                                       | Maleisië, Indonesië, Filipijnen, Grote Oceaan                                  |
| 11 sep. 1988 | 04:44:29   | ringvormig   | centraal | 144      | 0.938       | 06m57s        | oostelijk Afrika, zuidelijk Azië, Australië                                              | Indische Oceaan                                                                |
| 7 mrt. 1989  | 18:08:41   | gedeeltelijk |          | 149      | 0.827       | -             | westelijk Noord-Amerika                                                                  |                                                                                |
| 31 aug. 1989 | 05:31:47   | gedeeltelijk |          | 154      | 0.634       | -             | zuidelijk Afrika, zuidpoolgebied                                                         |                                                                                |
| 26 jan. 1990 | 19:31:24   | ringvormig   | centraal | 121      | 0.967       | 02m03s        | zuidelijk Zuid-Amerika, zuidpoolgebied                                                   | zuidpoolgebied                                                                 |
| 22 juli 1990 | 03:03:07   | totaal       | centraal | 126      | 1.039       | 02m33s        | noordelijk Azië, centraal Azië, noordwestelijk Noord-Amerika                             | Finland, noordelijk Rusland, noordelijke Grote Oceaan                          |

### Legenda
| Kolomhoofd                         | Uitleg                                                                                                |
| ---------------------------------- | --- |
| Datum                              | Datum op het moment van het maximum van de eclips                                                     |
| UTC op Max                         | Tijd in UTC op het moment van het maximum van de eclips                                               |
| Type                               | Type van de eclips                                                                                    |
| Stijl                              | Binnen een type zijn verschillende stijlen mogelijk                                                   |
| Sarosnr                            | Het nr van de sarosreeks waartoe de eclips behoort                                                    |
| Magnitude                          | Percentage van verduistering van de middellijn van de zon op het moment van het maximum van de eclips |
| Lengte op Max                      | Tijdsduur van de eclips op de plek met het maximum                                                    |
| Regio's in het gehele eclipsgebied | Gebieden waar de eclips of een gedeelte ervan te zien is                                              |
| Landen met het eclipspad           | Landen waar de eclips totaal of ringvormig te zien is                                                 |